# Kamienica przy ul. Piłsudskiego 2 w Radomiu
Kamienica przy ul. Piłsudskiego 2 w Radomiu (Dom Zajdensznirów) – zabytkowa secesyjna kamienica z 1911, położona w Radomiu na rogu ul. Piłsudskiego i ul. Traugutta.
Okazała kamienica powstała prawdopodobnie w 1911, co sugeruje data umieszczona nad bramą wjazdową. Zaprojektowano ją w stylu secesyjnym z elementami rodzącego się modernizmu (uproszczenie form). Fasada budynku podzielona jest na trzy części: elewacja od ul. Piłsudskiego, elewacja od ul. Traugutta oraz zaokrąglony narożnik, różniące się detalami zdobniczymi. Kamienica jest też określana jako dom Zajdensznirów.
Kamienica wpisana jest do rejestru zabytków Narodowego Instytutu Dziedzictwa pod numerem 847/A z 15.03.1975 oraz 497/A/91 z 6.11.1991. Znajduje się też w gminnej ewidencji zabytków miasta Radomia.
W nocy z 1 na 2 listopada 1918 w kamienicy w mieszkaniu Jana Wigury powstał z inicjatywy Polskiej Partii Socjalistycznej tzw. Komitet Pięciu, mający przejąć w Radomiu władzę z rąk austriackich. Komitet uchwalił powołanie niezależnej Republiki Radomskiej, istniejącej do 9 listopada. W listopadzie 2018 na ścianie budynku odsłonięto tablicę upamiętniającą powstanie Komitetu Pięciu.

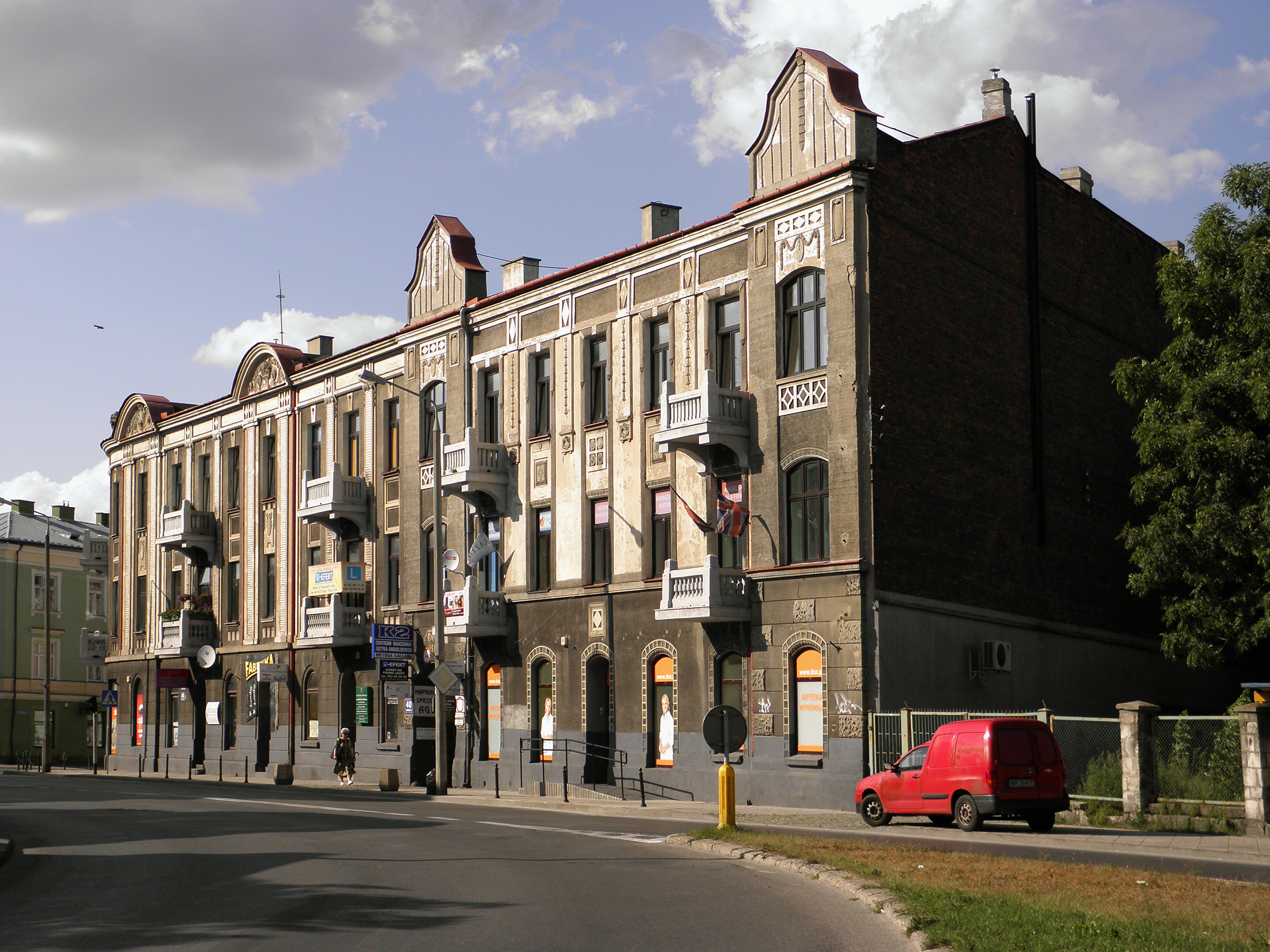
Widok od ul. Traugutta